# Oosterscheldekering
De Oosterscheldekering is een waterkering in Nederland, onderdeel van de Deltawerken. Het is tevens een 9 kilometer lange wegverbinding tussen Schouwen-Duiveland en Noord-Beveland, deel van de N57.

## Inleiding
Deze waterkering is een afsluitbare stormvloedkering en bevat grote schuiven die bij zware storm, al dan niet in combinatie met een springvloed, gesloten kunnen worden, zodat het hoogwater niet de Oosterschelde binnen kan komen. Bij een verwachte waterstand van +3,00 m NAP (meetpunt Roompot Buiten) worden de schuiven gesloten vanuit de bedieningskamer in het Ir. J.W. Topshuis op Neeltje Jans. Als hier niemand aanwezig is, zullen de schuiven bij +3 m NAP automatisch sluiten. Sinds de ingebruikname in 1986 zijn de schuiven 27 maal gesloten geweest (zie onder), afgezien van testsluitingen. Het sluiten van de kering duurt ongeveer 75 minuten.

## Van dichte naar halfopen waterkering

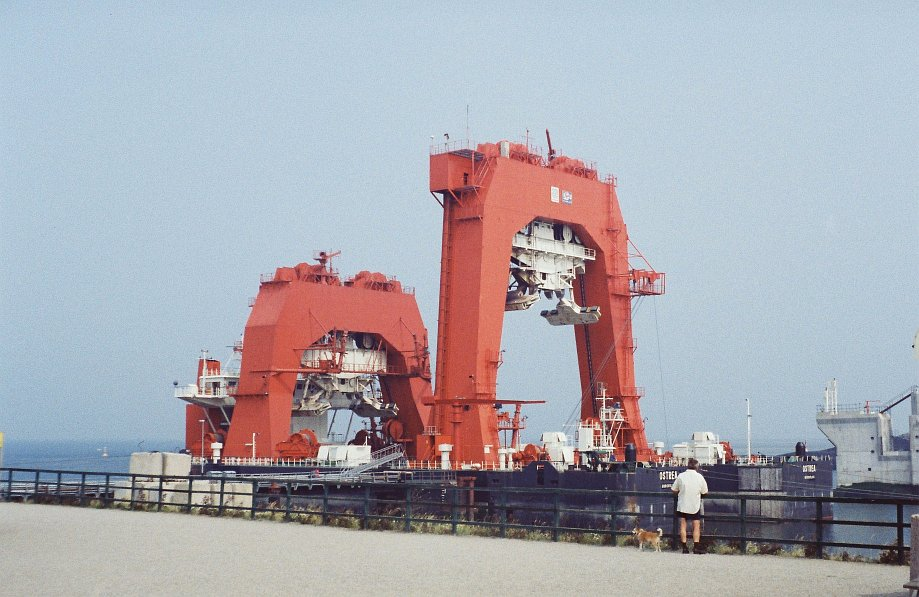
Hefschip Ostrea

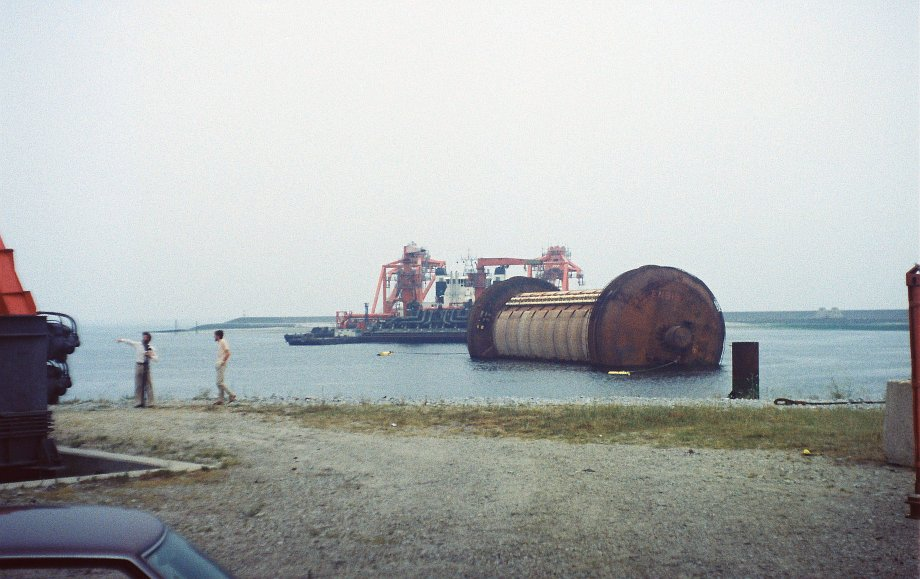
Mattenlegger Cardium

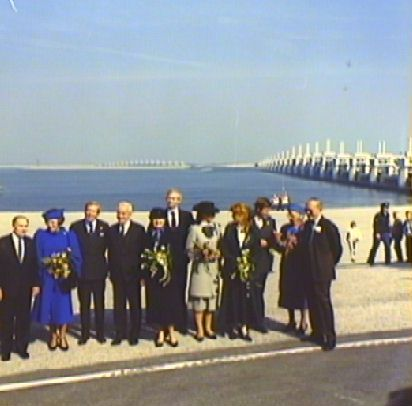
Opening op 4 oktober 1986 met veel buitenlandse gasten.

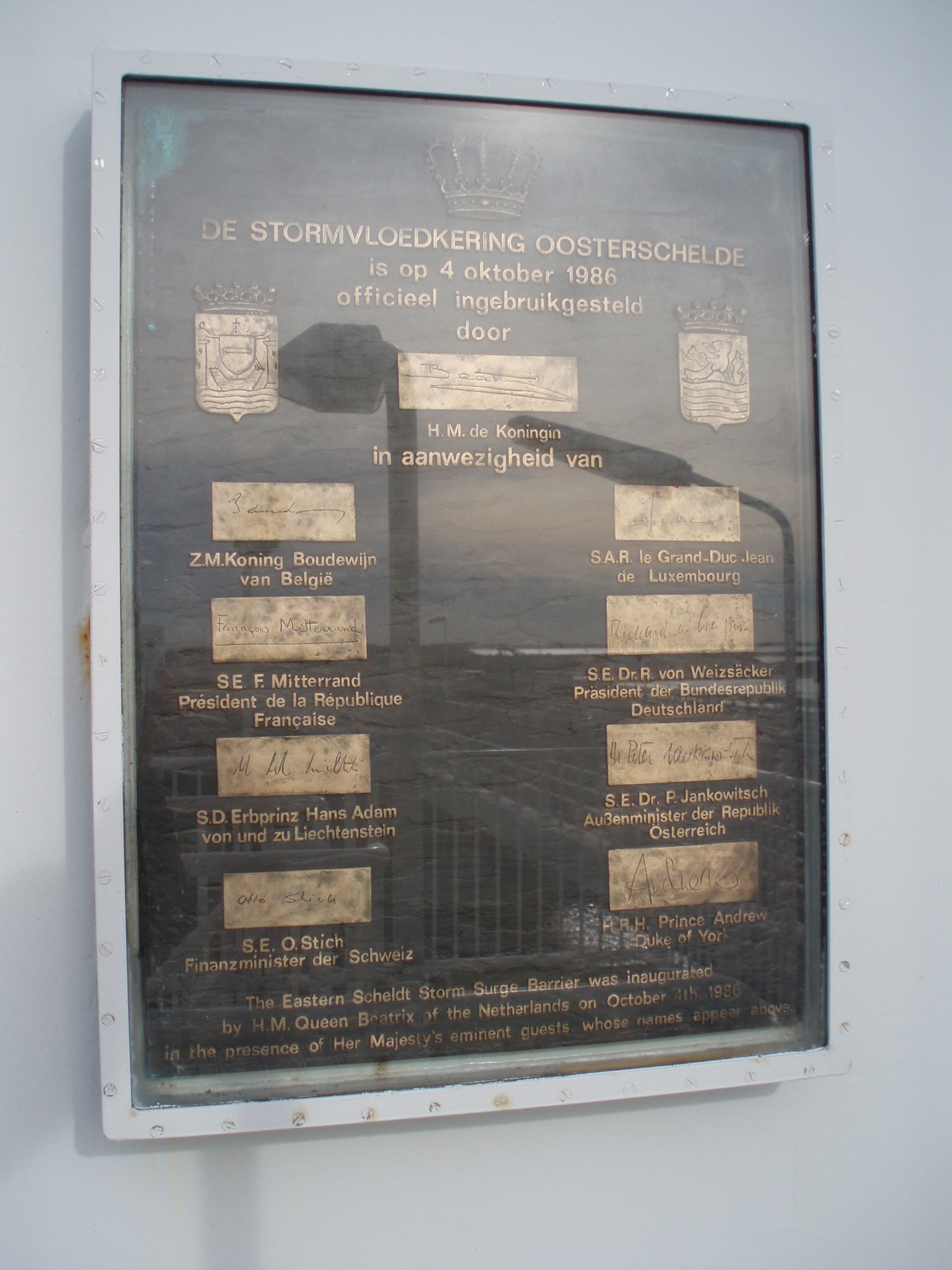
Gedenkplaat van de opening

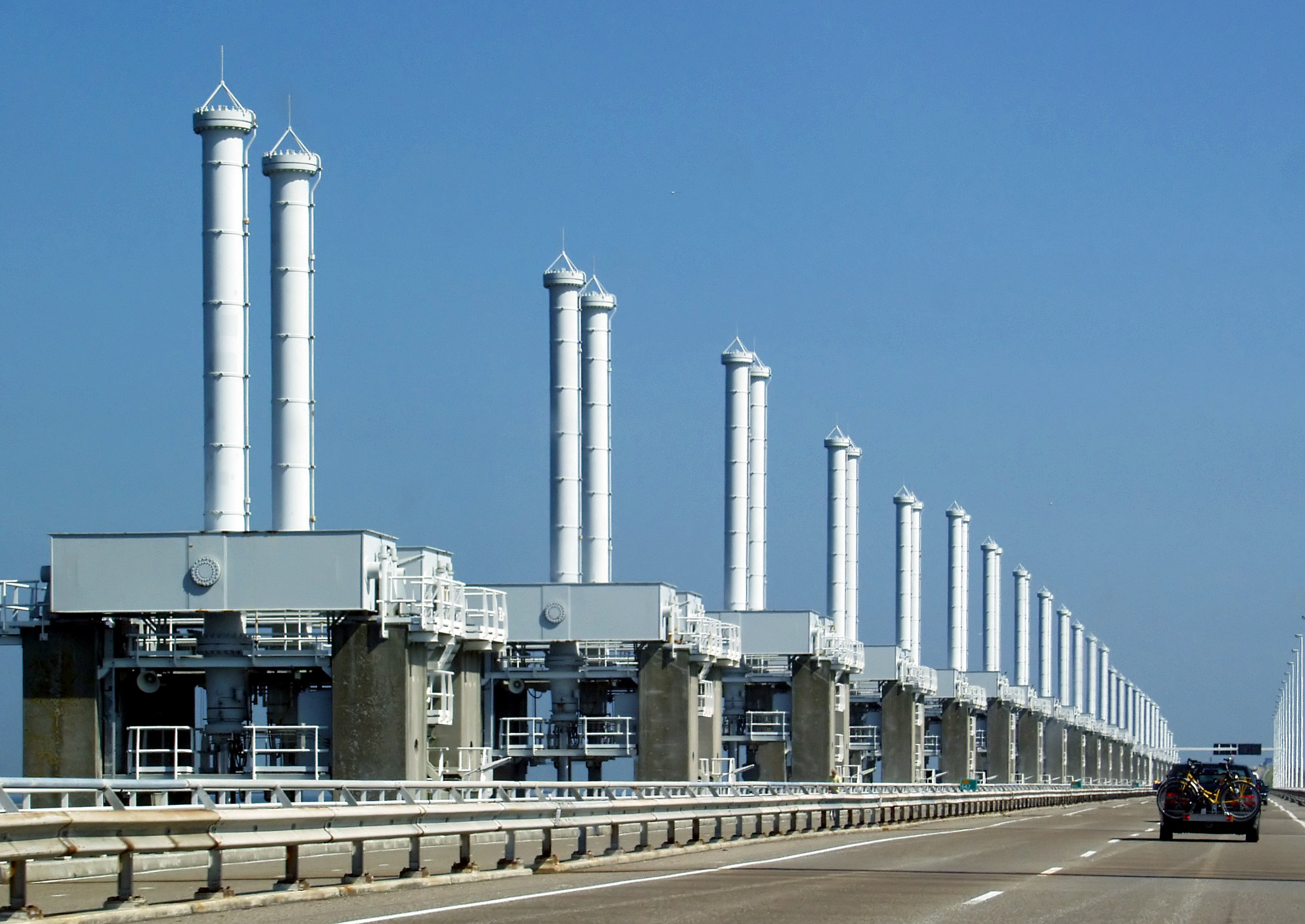
Schuiven Oosterscheldekering

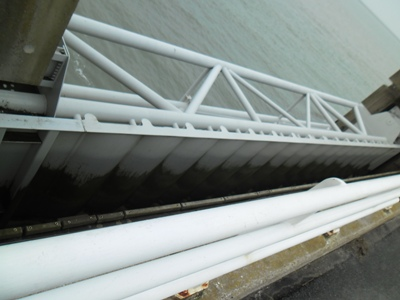
Schuif van de Oosterscheldekering in open stand (2012)

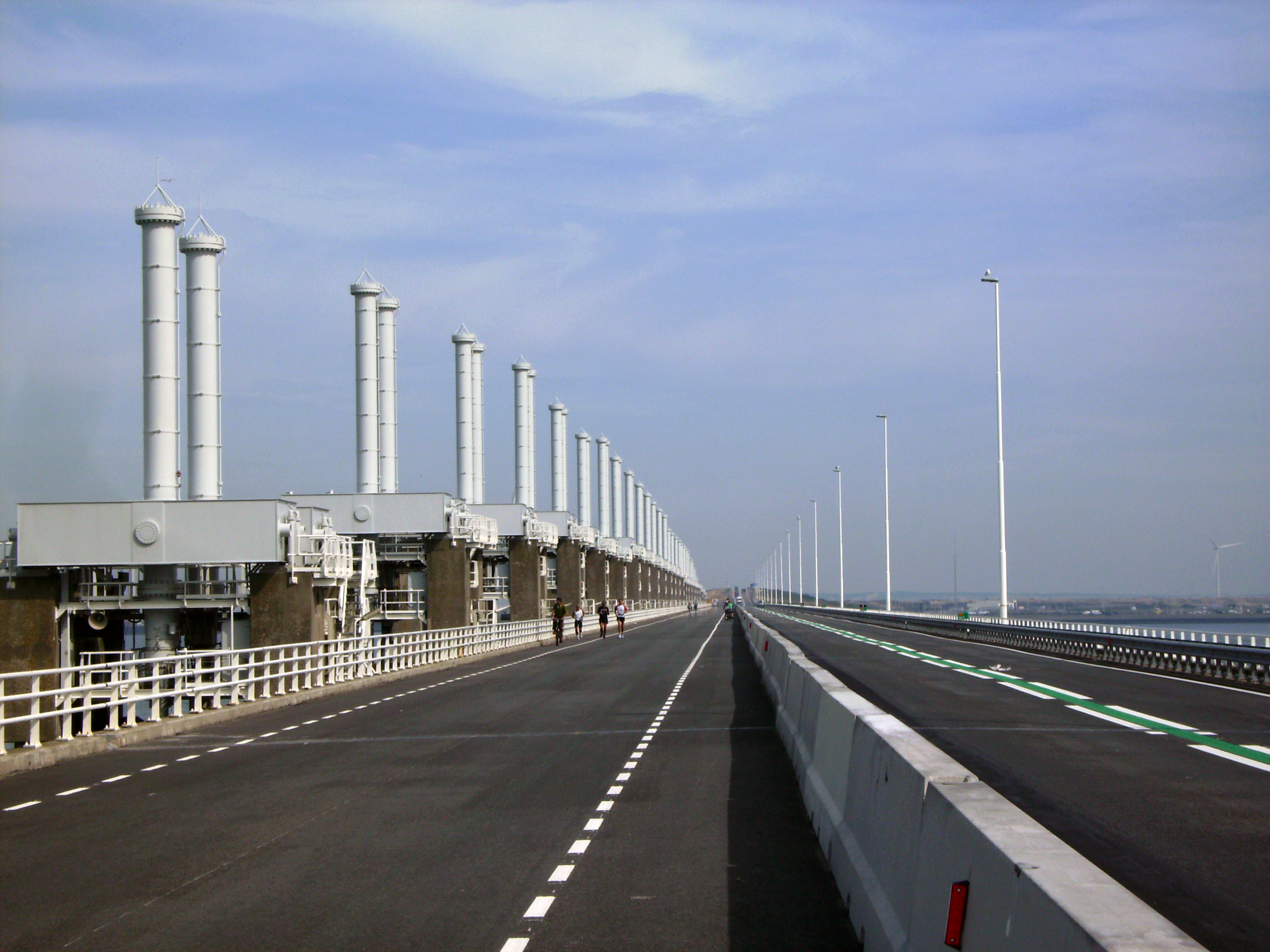
Oosterscheldekering, het fietspad

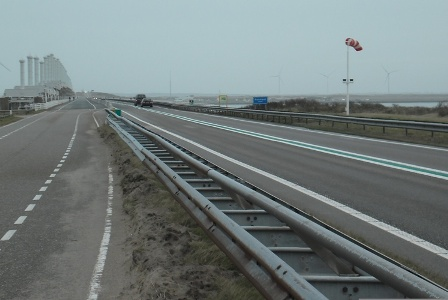
N57 met links de Oosterscheldekering (2012)

Voor de afsluiting van de Oosterschelde is voor deze complexe oplossing gekozen teneinde het watermilieu in de Oosterschelde als zout zeewater te kunnen houden. Oorspronkelijk was het de bedoeling om de Oosterschelde volledig af te dammen. Eind jaren 1960 werd hiermee begonnen. Hiervoor werden enkele kunstmatige eilanden aangelegd, waaronder Roggenplaat (1969), Neeltje Jans (1970) en Noordland (1971). Eind 1973 was al vijf van de negen kilometer van de Oosterschelde afgedamd.
Begin jaren 70 van de twintigste eeuw ontstond echter een massaal protest vanuit de visserij, kwekers van schelpdieren, zeezeilers en later ook milieuorganisaties. De eerstgenoemde gebruikers verwachtten hun beroep te verliezen; zeezeilers zouden hun inwaarts gelegen thuishavens (Veere en Zierikzee) niet meer kunnen gebruiken. De milieuorganisaties vreesden dat de Oosterschelde bij afsluiting een dood water zou worden, en pleitten voor dijkverzwaring als oplossing voor de veiligheid. De PPR steunde hen en dreigde uit het kabinet-Den Uyl te treden.
Nadat in 1969 de Haarlemse oud-scheepsbouwer J. van der Beldt een voorzet had gegeven, pakte een stedebouwkundige studiegroep aan de Technische Universiteit Delft het probleem op. De groep noemde zich Zeeuws Meer?. Ze veronderstelde dat het uitsluitend verhogen van de dijken politiek onhaalbaar zou zijn en kwam na een jaar studie in 1972 met het plan om een stormvloedkering aan te leggen in de mond van de Oosterschelde. Dit plan leek een compromis dat zowel de veiligheid als het milieu en de visserij ten goede zou komen. De toenmalig minister van Verkeer en Waterstaat en de top van Rijkswaterstaat zagen wel wat in het plan en nodigden de studiegroep uit om het nader toe te lichten.
De werkzaamheden werden hierop in juli 1974 tijdelijk stopgezet in afwachting van een definitief besluit. De regering benoemde een Commissie Klaasesz, die advies moest uitbrengen. Zij kwam ook met de conclusie dat een half-open kering de oplossing moest zijn. In eerste instantie zou dit een waterdoorlatende dam van betonblokken moeten zijn, die in een latere fase vervangen zou moeten worden door doorlaatcaissons met schuiven die normaal open staan, maar bij stormvloed gesloten worden. Dus een optie zoals voorgesteld door bovengenoemde TU studiegroep. Uiteindelijk werd in 1976 besloten om over de resterende vier kilometer lengte schuiven tussen pijlers aan te brengen, een plan wat meer leek op de voorzet van Van der Beldt. Deze schuiven staan normaliter open, maar kunnen bij storm dicht. De instroom van zout water en de getijden in de Oosterschelde zijn daarmee behouden, maar wel aan banden gelegd. Dit laatste wordt nog onderstreept door het gedicht van Ed Leeflang dat op de gedenksteen op Neeltje Jans is aangebracht: "Hier gaan over het tij: de maan, de wind en wij".

## De bouw
Voor de bouw van de waterkering-met-schuiven werd gebruikgemaakt van een bouwput in het al aangelegde kunstmatige eiland Neeltje Jans. Hier werden de enorme betonnen pijlers gemaakt, die vervolgens naar de juiste plaats werden gevaren met een speciaal daarvoor gebouwd hefschip, de 'Ostrea', Latijn voor oester. Onder deze pijlers waren matten aangebracht, die het wegspoelen van het zand in de zeebodem moesten tegengaan. Voor het leggen van deze matten werd een ander schip gebouwd, de 'Cardium', Latijn voor kokkel. Voordat de pijlers en de drempels geplaatst werden, werd de zanderige bodem verdicht met een speciale techniek waarbij palen, die de grond in werden getrild (en vervolgens weer werden teruggetrokken), de ondergrond moesten verstevigen; het schip dat daarvoor werd gebouwd was de 'Mytilus', Latijn voor mossel. Andere bijzondere hulpschepen waren de Macoma, die de funderingsmatten zandvrij maakte voordat de pijlers geplaatst werden (en voor een nauwkeurig afmeren van de Ostrea moest zorgen), de Johan V, een ponton speciaal gebouwd voor geotechnisch onderzoek en de Wijker Rib die heel nauwkeurig de bodem in beeld kon brengen (en als moederschip voor de Portunus dienst deed). Daarnaast werd ook het asfalt-schip Jan Heijmans ingezet, dat al gebouwd was voor eerdere Deltawerken.
Op 26 juni 1986 werd de laatste schuif geplaatst. De stormvloedkering werd op 4 oktober 1986 symbolisch gesloten door koningin Beatrix, met de woorden "De stormvloedkering is gesloten. De Deltawerken zijn voltooid. Zeeland is veilig". Echter, in 1997 vertelde zij opnieuw dat de Deltawerken voltooid waren, nu bij de ingebruikneming van de Maeslantkering bij Hoek van Holland. Prinses Juliana opende op 5 november 1987 de weg over de stormvloedkering. Door technische tegenvallers is de Oosterscheldekering veel duurder uitgevallen dan oorspronkelijk was begroot.
Voor de aandrijving van de schuiven is ten slotte gekozen voor hydraulische cilinders. Deze cilinders zijn niet enkel in staat om de schuiven op te trekken, maar ook om deze als dat nodig is naar beneden te drukken. Deze cilinders steken boven de pijlers uit; aan de hoogte van de cilinder kan men zien hoe diep de Oosterschelde ter plaatse is.
De pijlers zijn 30 tot 40 meter hoog en hebben een gewicht van maximaal 18.000 ton. Ze zijn gemaakt van beton, van binnen hol en na plaatsing gevuld met zand. De schuiven zijn circa 42 meter lang met een hoogte tussen de 6 en 12 meter. Het gewicht van de schuiven ligt tussen de 260 en 480 ton.
Beelden van de bouw van de Oosterscheldekering zoals hierboven beschreven zijn te zien de film "Delta Finale" die wordt vertoond in Deltapark Neeltje Jans op het gelijknamige eiland.

## Onderhoud
Rijkswaterstaat is de beheerder van de Oosterscheldekering en verantwoordelijk voor het onderhoud. Regelmatig worden de kwaliteit en de veiligheid van de constructie gecontroleerd. In 2013 spraken enkele ingenieurs die betrokken waren bij de zeekering zich echter bezorgd uit over de stabiliteit van de zeekering. De verankering in de Noord-Bevelandse oever zou in gevaar komen door erosie en het uitblijven van structurele bestortingen die dat tegen moeten gaan.

## Sluiting schuiven
De procedure is dat bij waterstanden boven de drie meter NAP bij Roompot Buiten de kering wordt gesloten. Afgezien van een eventuele sluiting bij storm wordt de kering als test viermaal per jaar geheel gesloten, tweemaal (april en oktober) door middel van gesimuleerd hoogwater om de nood-sluit-automaat te testen en tweemaal handmatig (januari en juli). Behalve deze "grote" testen wordt elke veertien dagen een "kleine" test uitgevoerd, hierbij worden de schuiven slechts 1 meter bewogen.
Tijdens de Watersnoodramp van 1953 bereikte de waterstand aan de westkant van de Oosterschelde bij Vlietepolder een hoogte van +NAP 4,15 meter. Aan het oostelijke uiteinde van de Oosterschelde bij Bergen op Zoom stuwde het water op tot een hoogte van +NAP 5,17 meter.
Na een Stormvloed doet Rijkswaterstaat verslag via een zogenaamde Stormvloedflits, of een uitgebreider Stormvloedverslag. Onderstaande gegevens (bereikte hoogwaterstanden) zijn aan deze databanken ontleend.
| Datum             | Peil (m boven NAP) meetstation Roompot Buiten | Bijzonderheden |
| ----------------- | --------------------------------------------- | --- |
| 20 oktober 1986   | 2,94                                          | |
| 19 december 1986  | 2,73 en 2,71                                  | |
| 14 februari 1989  | 3,71                                          | |
| 27 februari 1990  | 3,17 en 3,69                                  | |
| 28 februari 1990  | 3,25                                          | dezelfde casus |
| 1 maart 1990      | 3,35                                          | dezelfde casus |
| 21 september 1990 | 2,92                                          | |
| 12 december 1990  | 2,80 en 2,65                                  | |
| 11 november 1992  | 3,15                                          | |
| 25 januari 1993   | 3,25                                          | |
| 21 februari 1993  | 3,13                                          | |
| 14 november 1993  | 3,37                                          | |
| 15 november 1993  | 3,37                                          | dezelfde casus |
| 28 januari 1994   | 3,49                                          | |
| 2 januari 1995    | 3,37 en 3,11                                  | |
| 29 oktober 1996   | 3,13                                          | |
| 27 oktober 2002   | 2,55                                          | |
| 21 december 2003  | 3,23                                          | |
| 8 februari 2004   | 3,00                                          | |
| 8 november 2007   | 3,43                                          | gelijktijdig met sluiting Maeslantkering, Hartelkering en Thames Barrier |
| 5 december 2013   | 3,60                                          | gelijktijdig met Stormvloedkering Hollandse IJssel en Thames Barrier; 25e sluiting sinds de ingebruikname in oktober 1986.                                                                                       |
| 21 oktober 2014   | 3,04                                          | gelijktijdig met Stormvloedkering Hollandse IJssel |
| 3 januari 2018    | 3,10                                          | gelijktijdig met sluiting Maeslantkering, Hartelkering, Stormvloedkering Hollandse IJssel en balgstuw bij Ramspol. · Unieke situatie: alle vijf de keringen van Rijkswaterstaat werden op dezelfde dag gesloten. |
| 10 februari 2020  | 3,05                                          | [ 16 ] Zie ook: Storm Ciara |
| 31 januari 2022   | 3,24                                          | Zie ook: Storm Corrie |
| 21 februari 2022  | 3,11                                          | Zie ook: Storm Franklin |

## Getijdencentrale
Sinds het najaar van 2015 hangen in een van de openingen tussen de pijlers van de Oosterscheldekering vijf turbines om elektriciteit op te wekken. Daarmee is de dam een getijdencentrale geworden. De turbines kunnen genoeg elektriciteit leveren voor ruim duizend huishoudens. De centrale kreeg subsidie van het ministerie van Economische Zaken. De totale kosten van het project, ontwikkeling, plaatsing en uitbating, zijn geraamd op zo'n 11 miljoen euro. Het Nederlandse bedrijf Tocardo heeft de turbines ontwikkeld en geplaatst en heeft het beheer over installatie. Op 25 september 2015 werden de turbines in een installatie tijdvenster van krap 2 uur geplaatst.
Tocardo is in 2018 en 2019 failliet gegaan. In 2020 maakt het bedrijf weer een doorstart met nieuwe aandeelhouders, de Britse bedrijven QED Naval en Hydrowing. De centrale gaat vanaf november 2020 weer draaien.
In 2023 is besloten om de getijdecentrale te ontmantelen nadat er was besloten door Torcardo om zich verder te richten op projecten in het Verenigd Koninkrijk, via de rechtbank is er een uiterlijke datum van 11 augustus 2023 afgestemd voor het afvoeren van de getijdecentrale.

## Toekomst tot 2100
Onderzoeksinstituut Deltares heeft in opdracht van Rijkswaterstaat in Delft een schaalmodel van de kering gebouwd en is aan het testen geslagen om te bepalen hoe de benodigde renovaties optimaal gedaan kunnen worden.

## Trivia
- De Italiaanse dance-groep Paps'N'Skar heeft in 1999 de Oosterscheldekering en het Waterpaviljoen in Deltapark Neeltje Jans (toen nog in aanbouw) gebruikt als decor voor hun videoclip van de single "You Want My Love".[23]
- De 2e etappe van de Tour de France op 5 juli 2015 voerde gedeeltelijk over de Oosterscheldekering en eindigde op Neeltje Jans.[24]
- Bij storm (windkracht 7 of hoger) vindt jaarlijks op de kering het NK Tegenwindfietsen plaats.
- De omslag van het Eindrapport van de Staatscommissie parlementair stelsel (2018) wordt gesierd met een foto van de Oosterscheldekering. Daarmee worden drie dingen verbeeld: de doorlaatbaarheid symboliseert de toegankelijkheid en openheid van het Nederlandse politieke bestel; er bestaat een noodzaak voor het verhogen van dijken rondom de Nederlandse democratische rechtsstaat en Nederland heeft het vermogen om telkens passende oplossingen te vinden voor nieuwe en soms dreigende vraagstukken.[25]

## Galerij

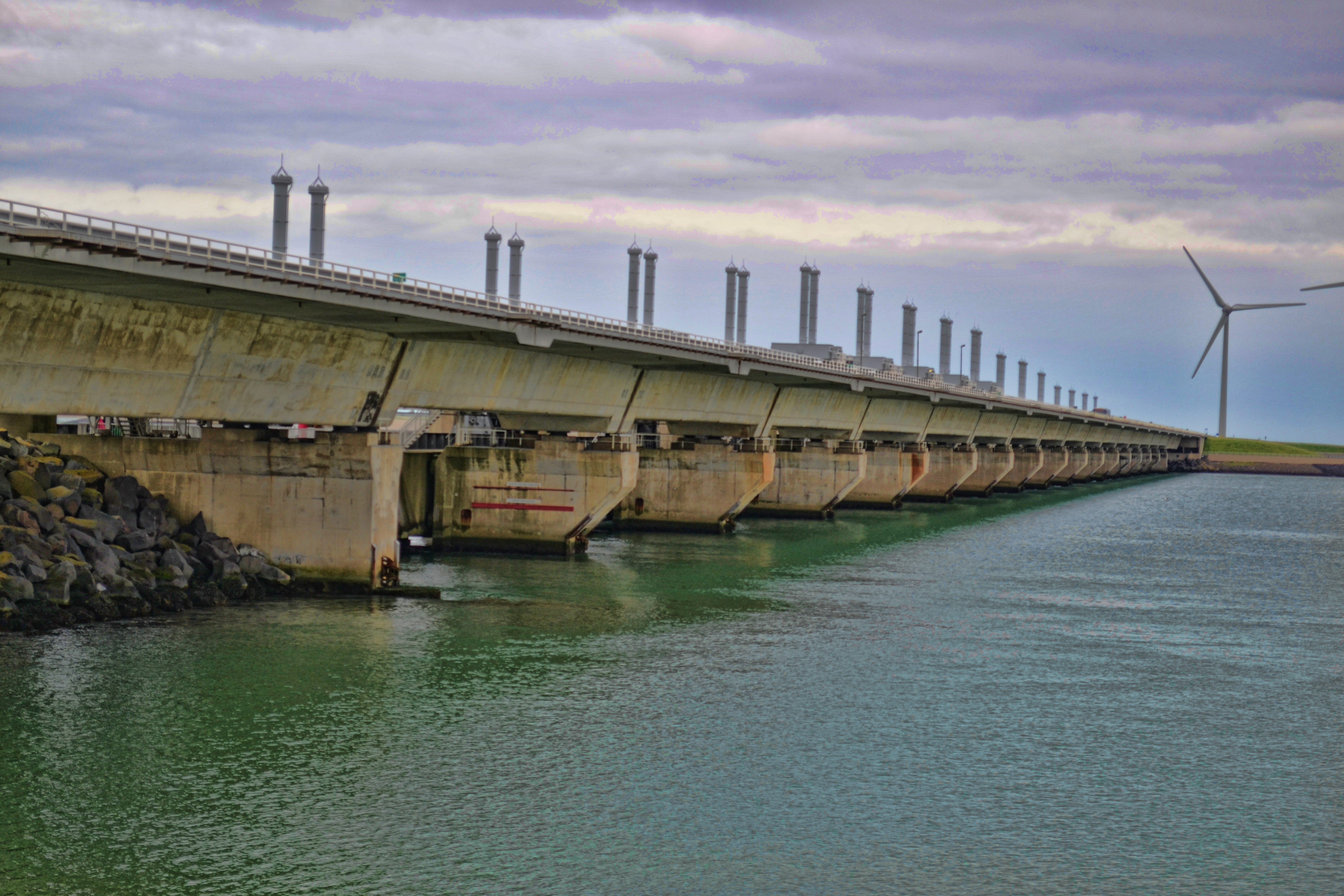
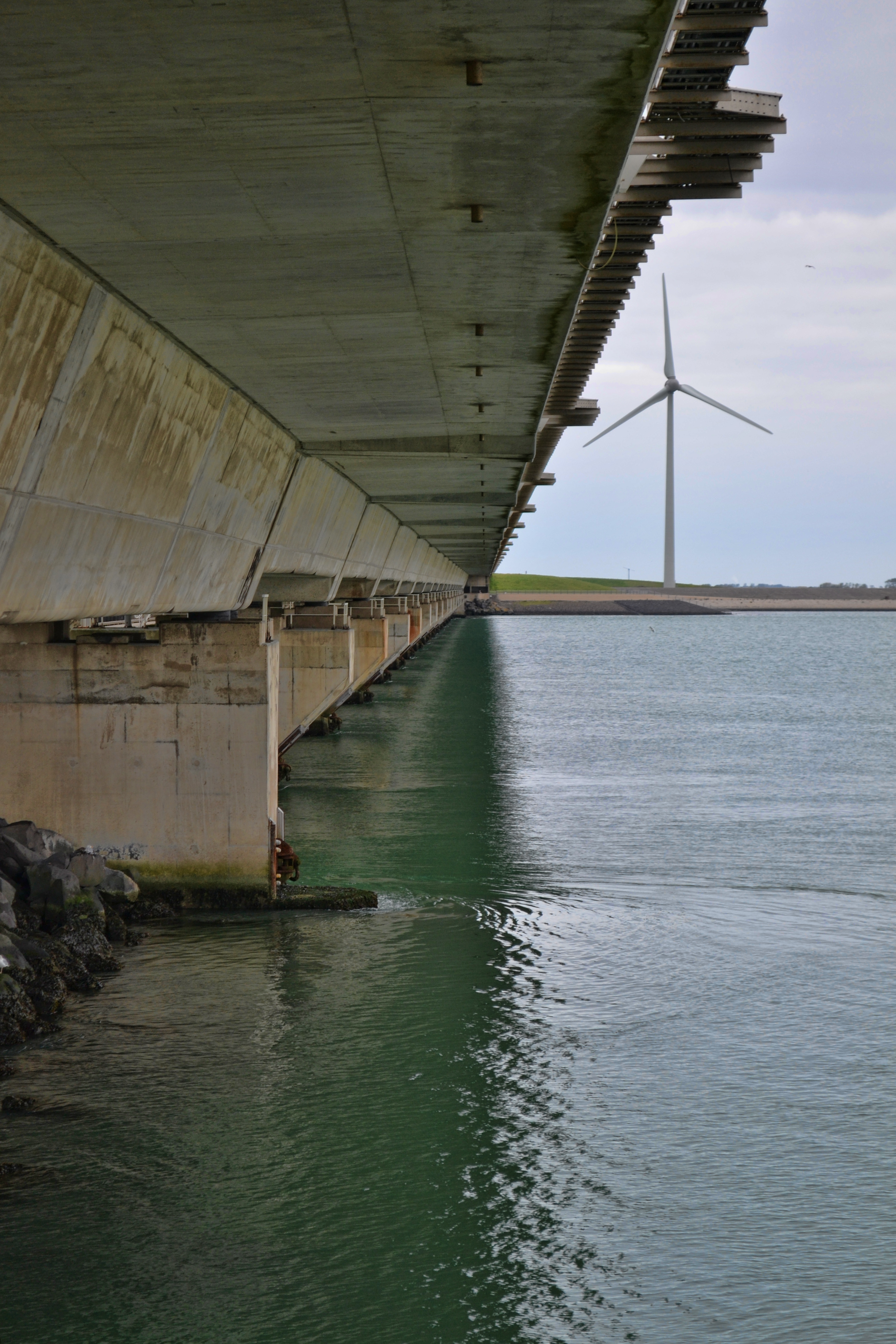
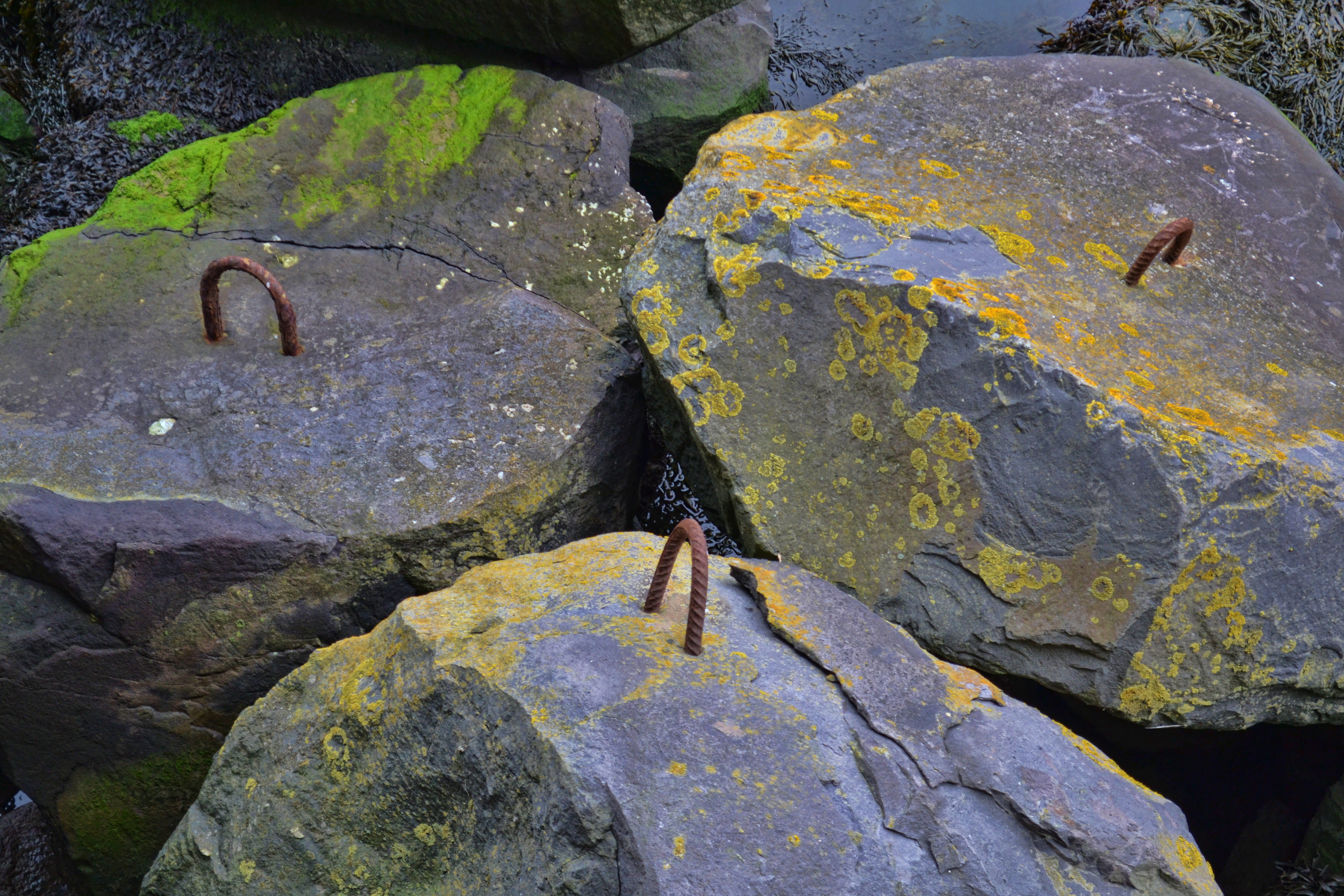
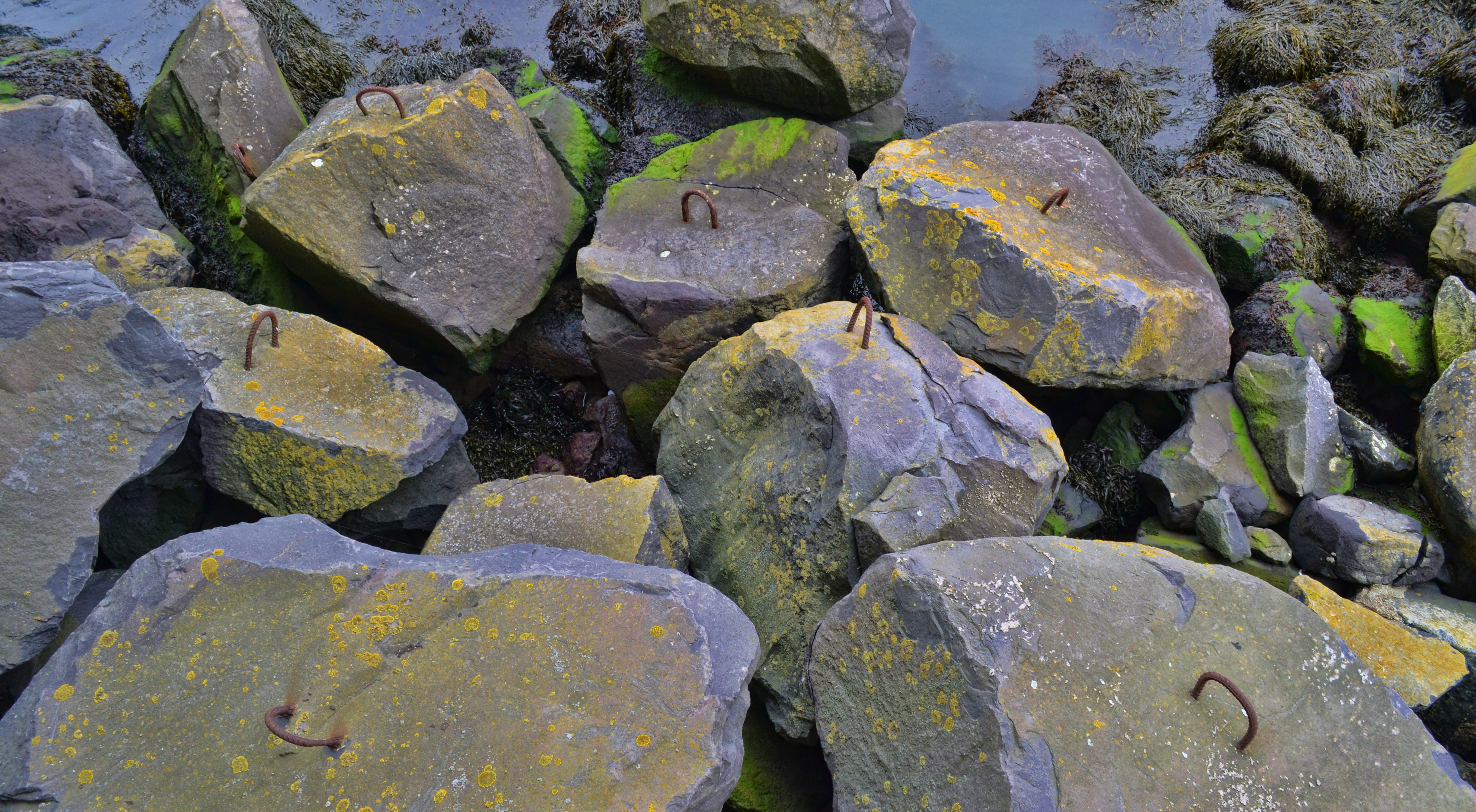
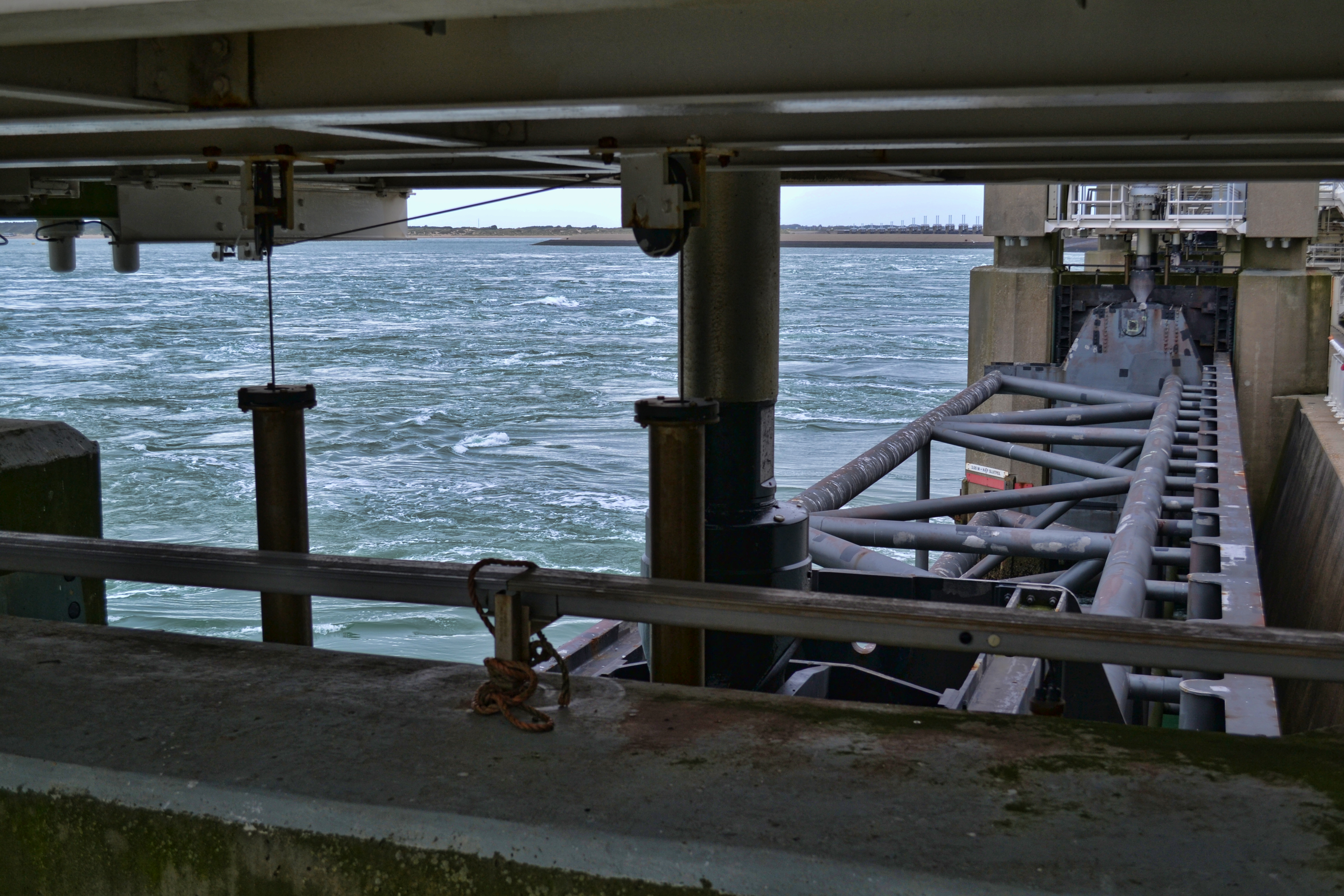
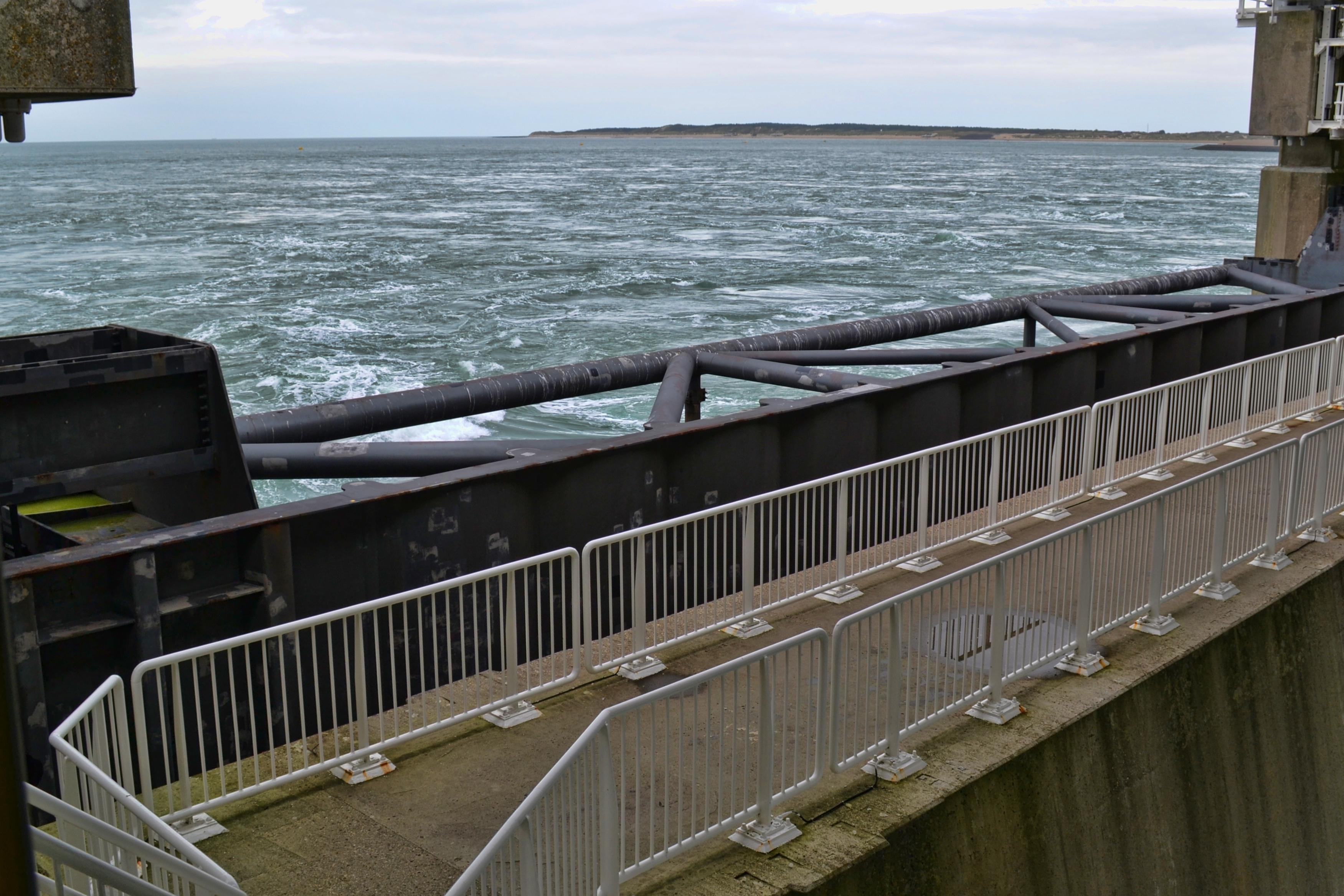
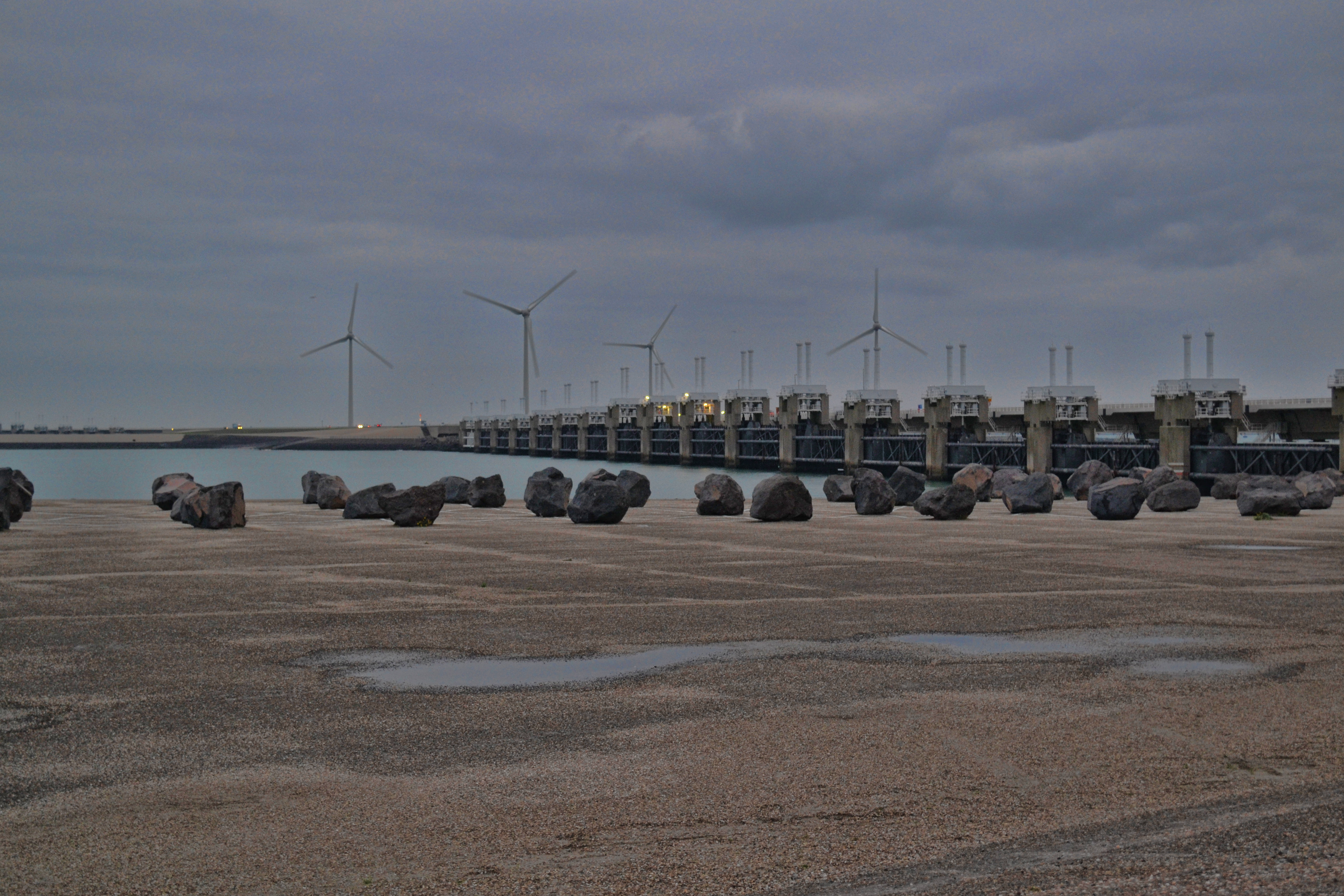
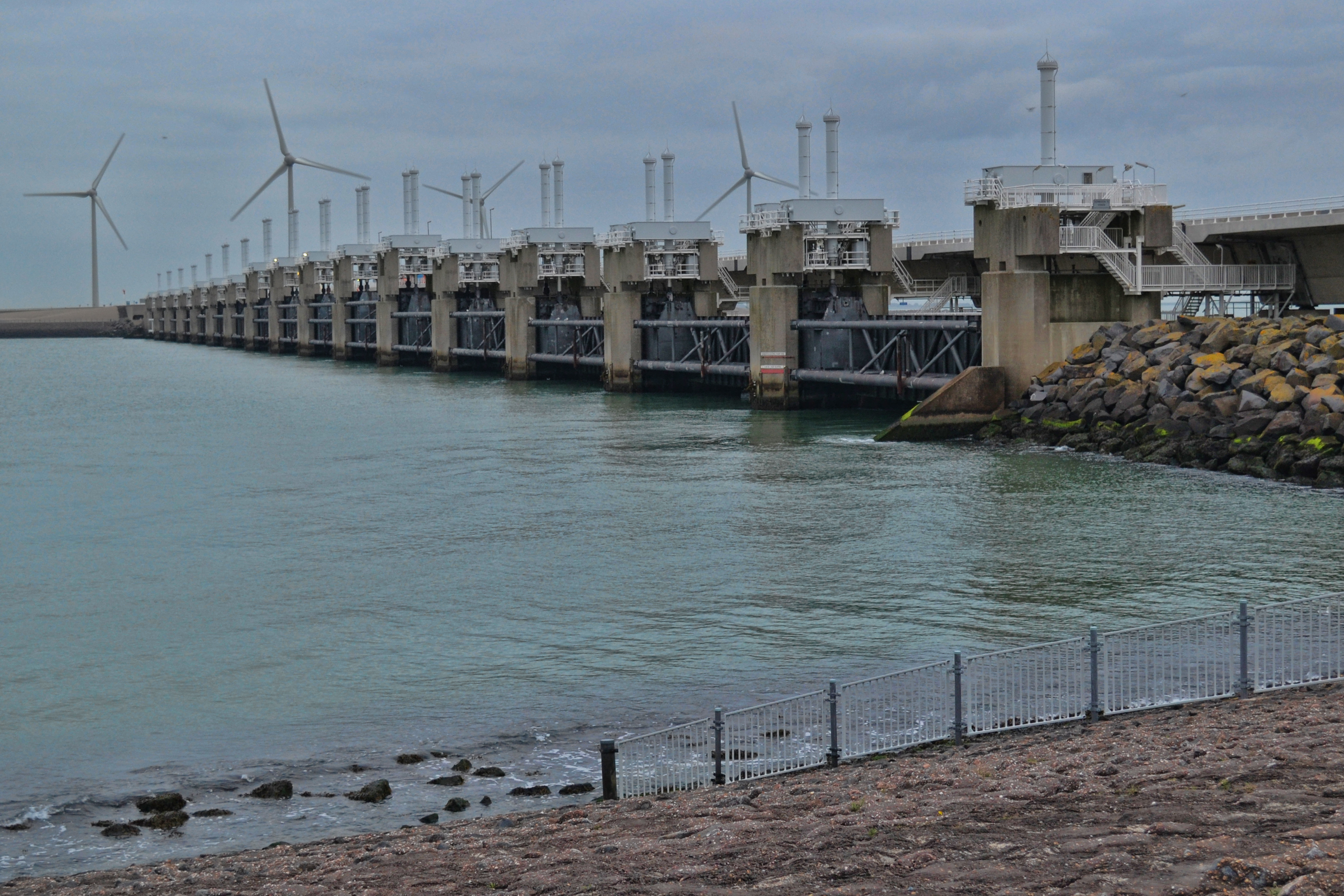
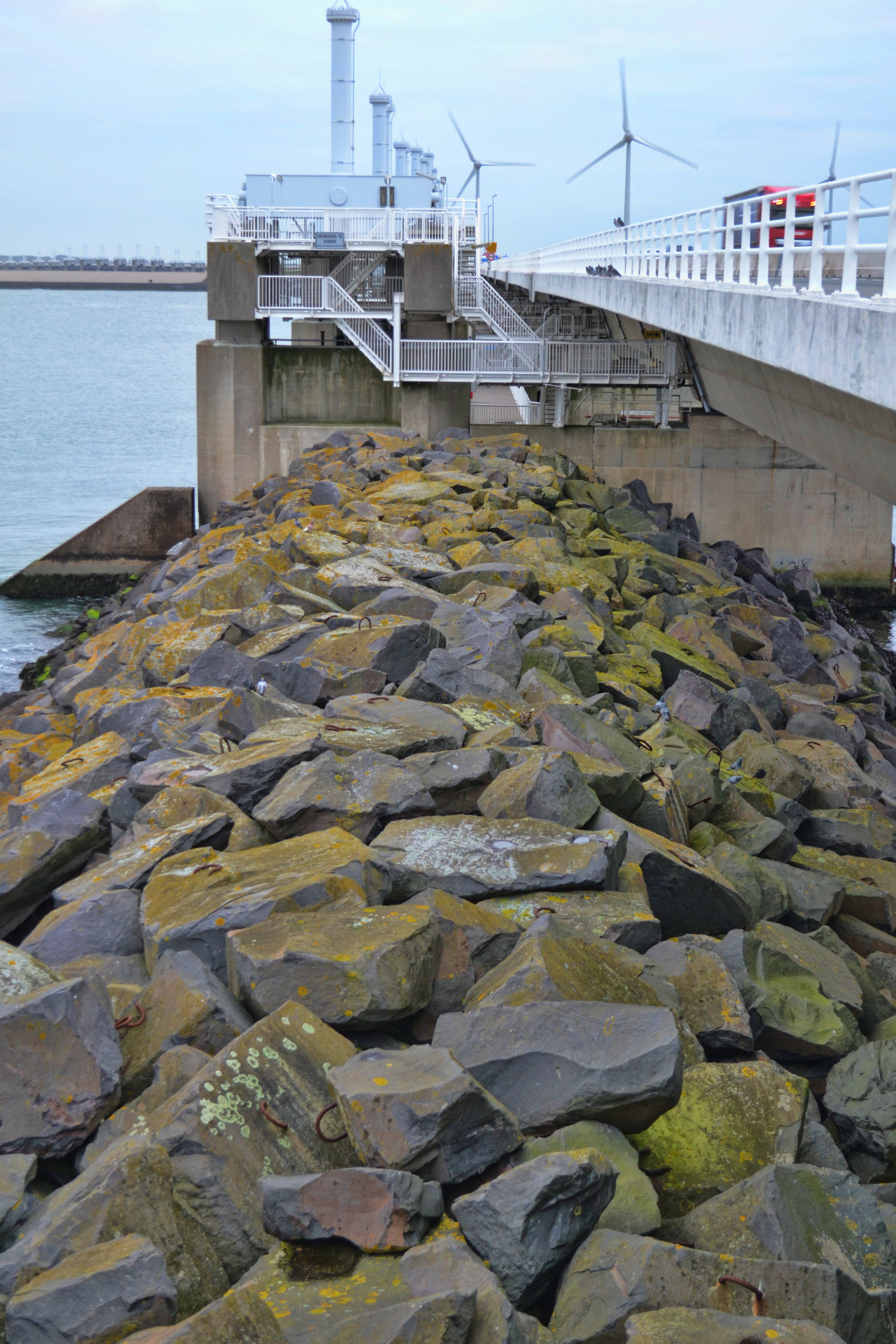
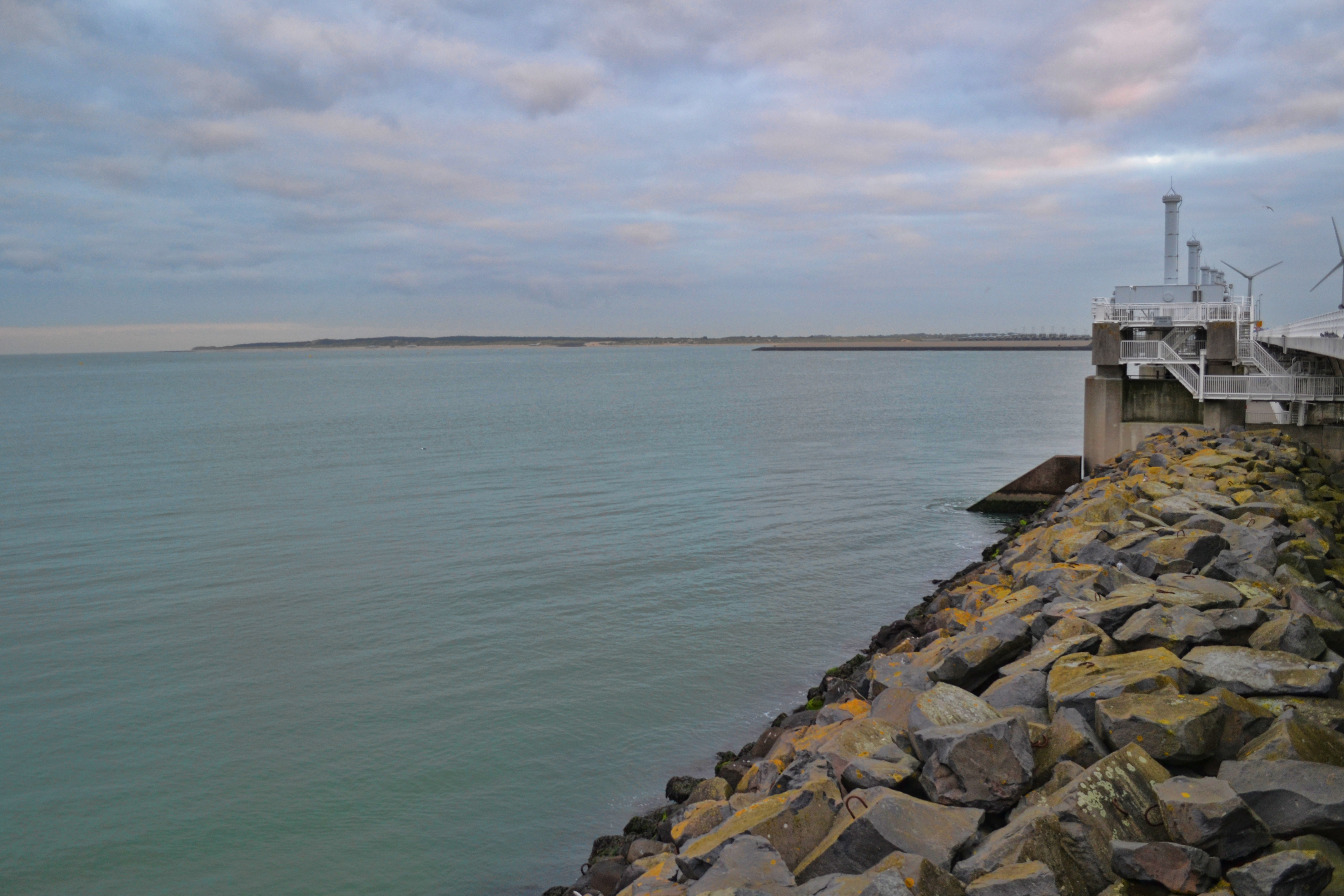
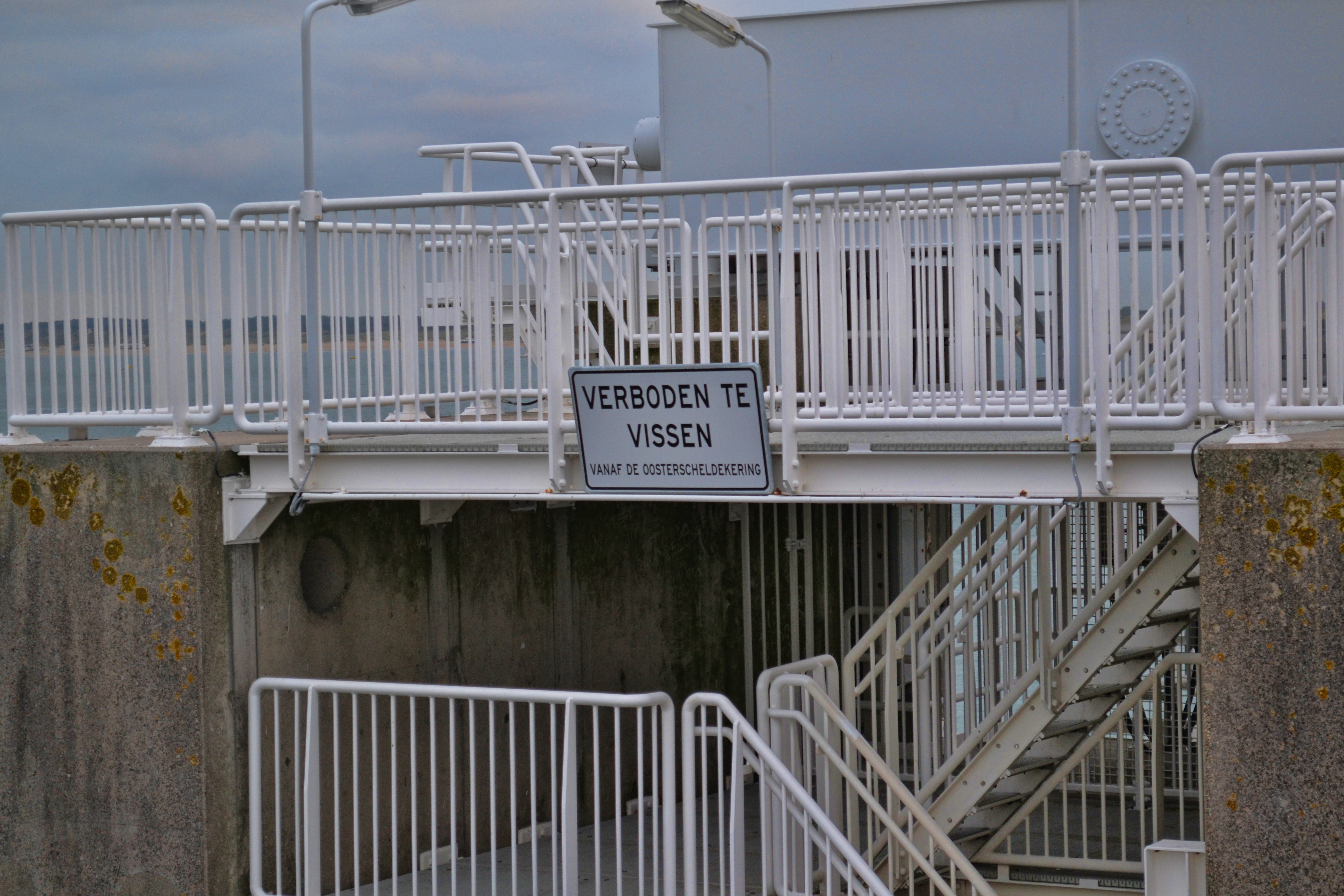
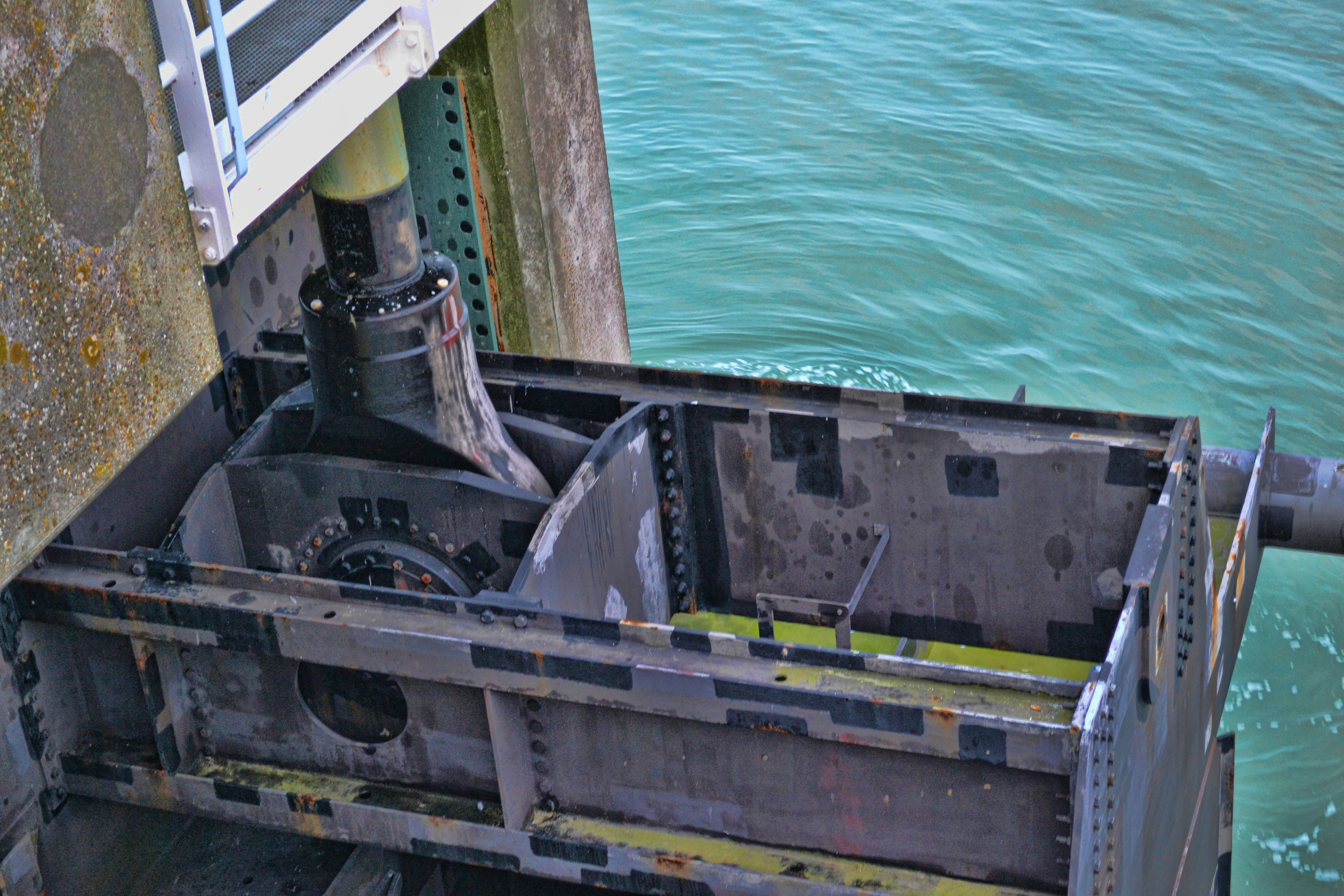
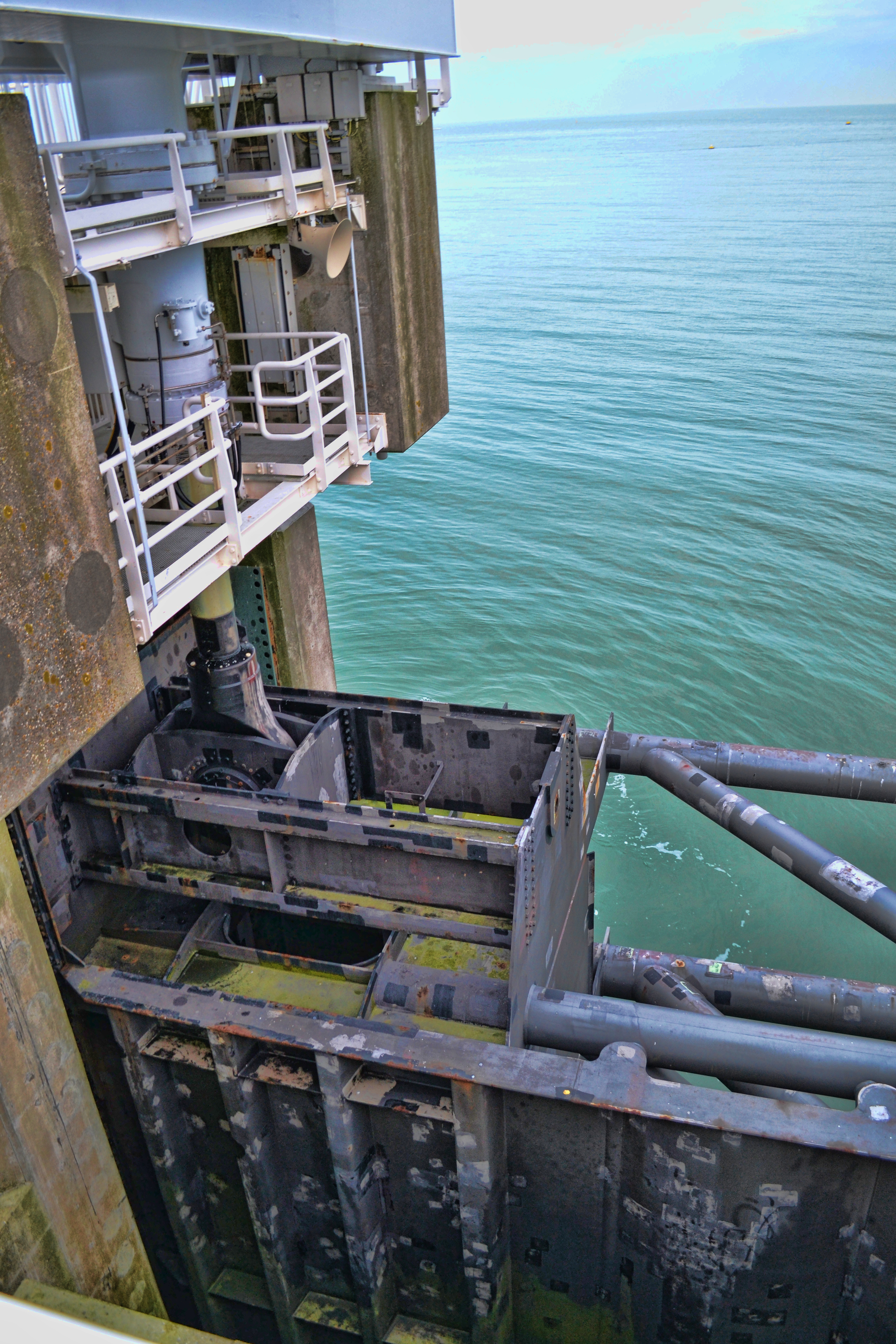
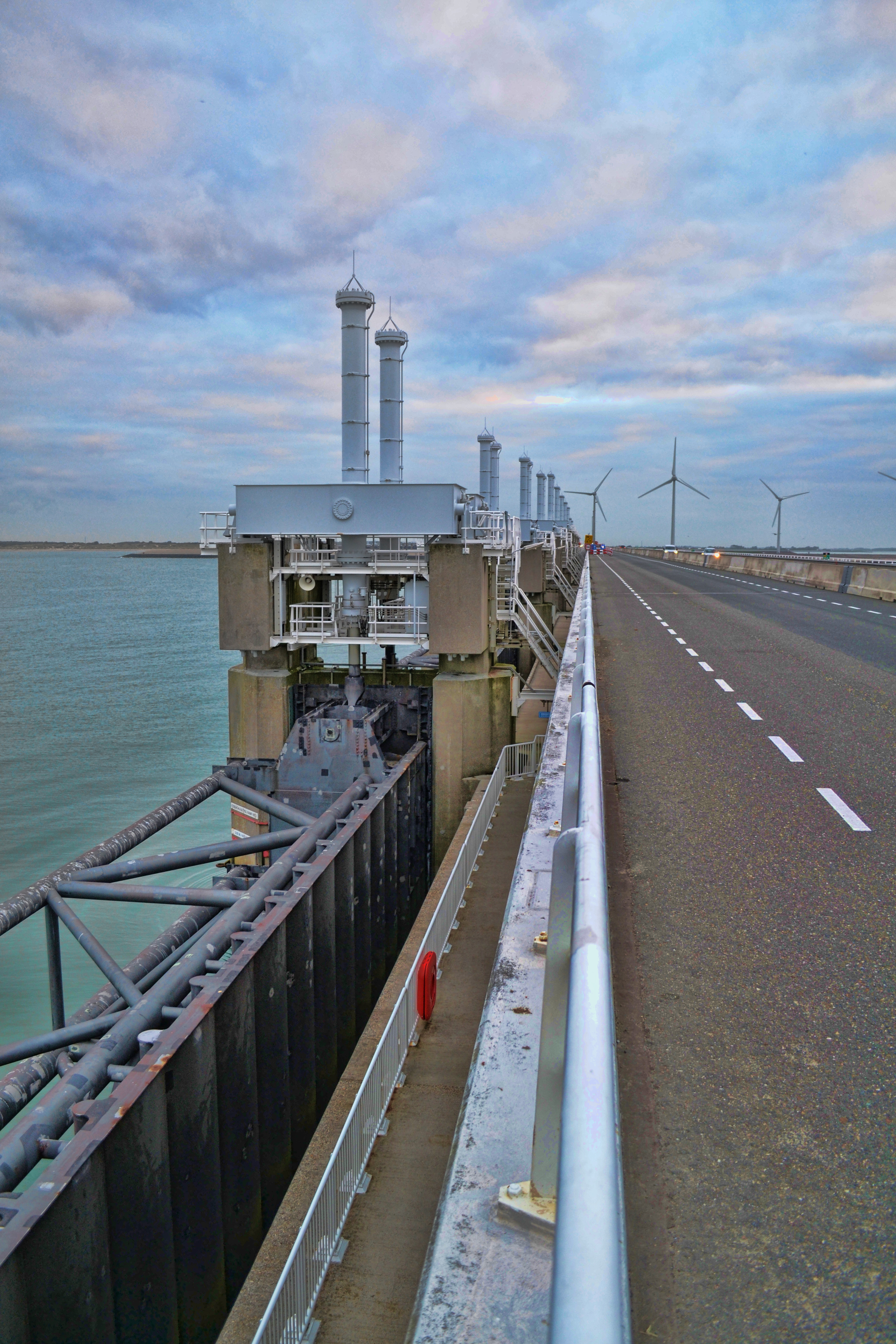
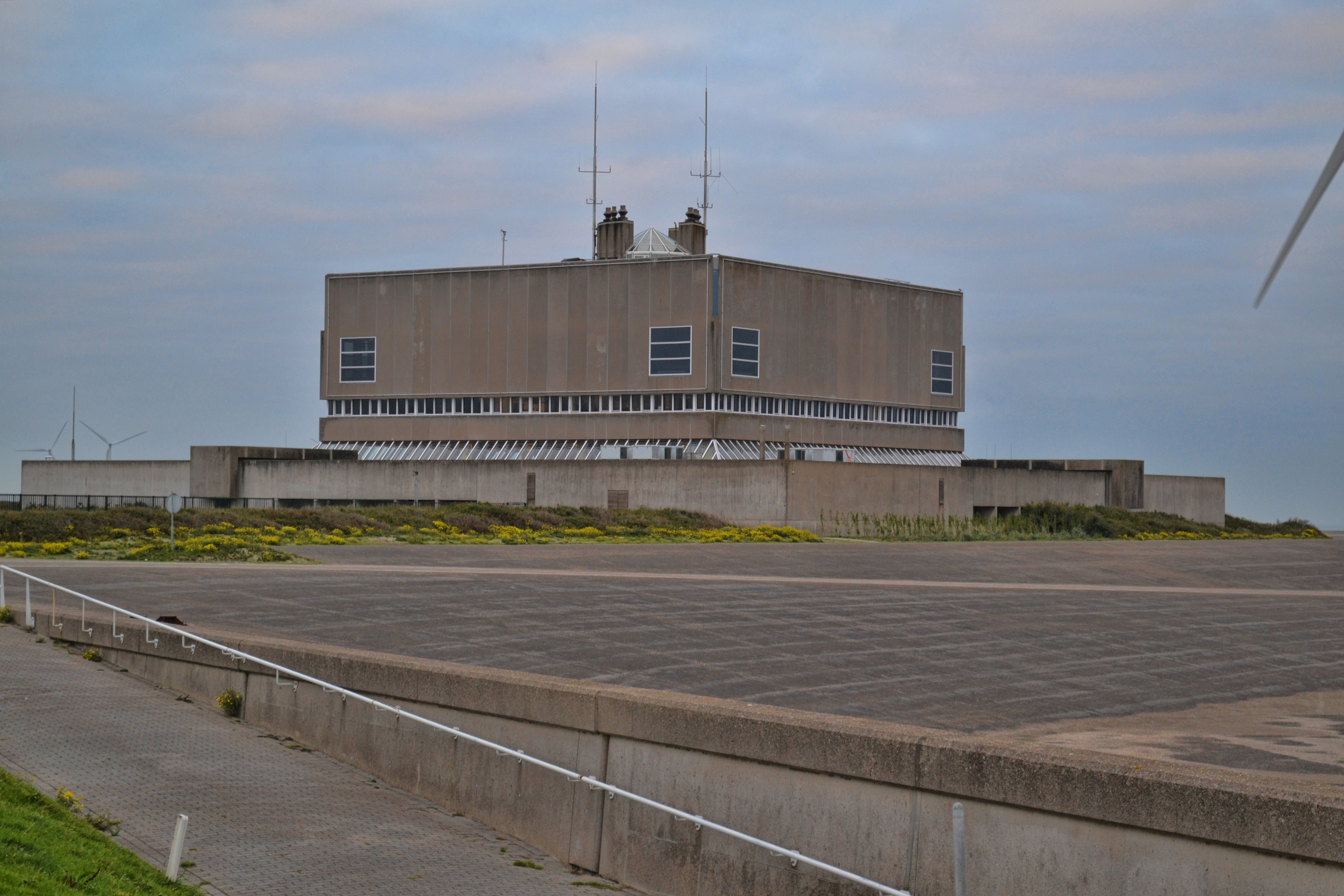
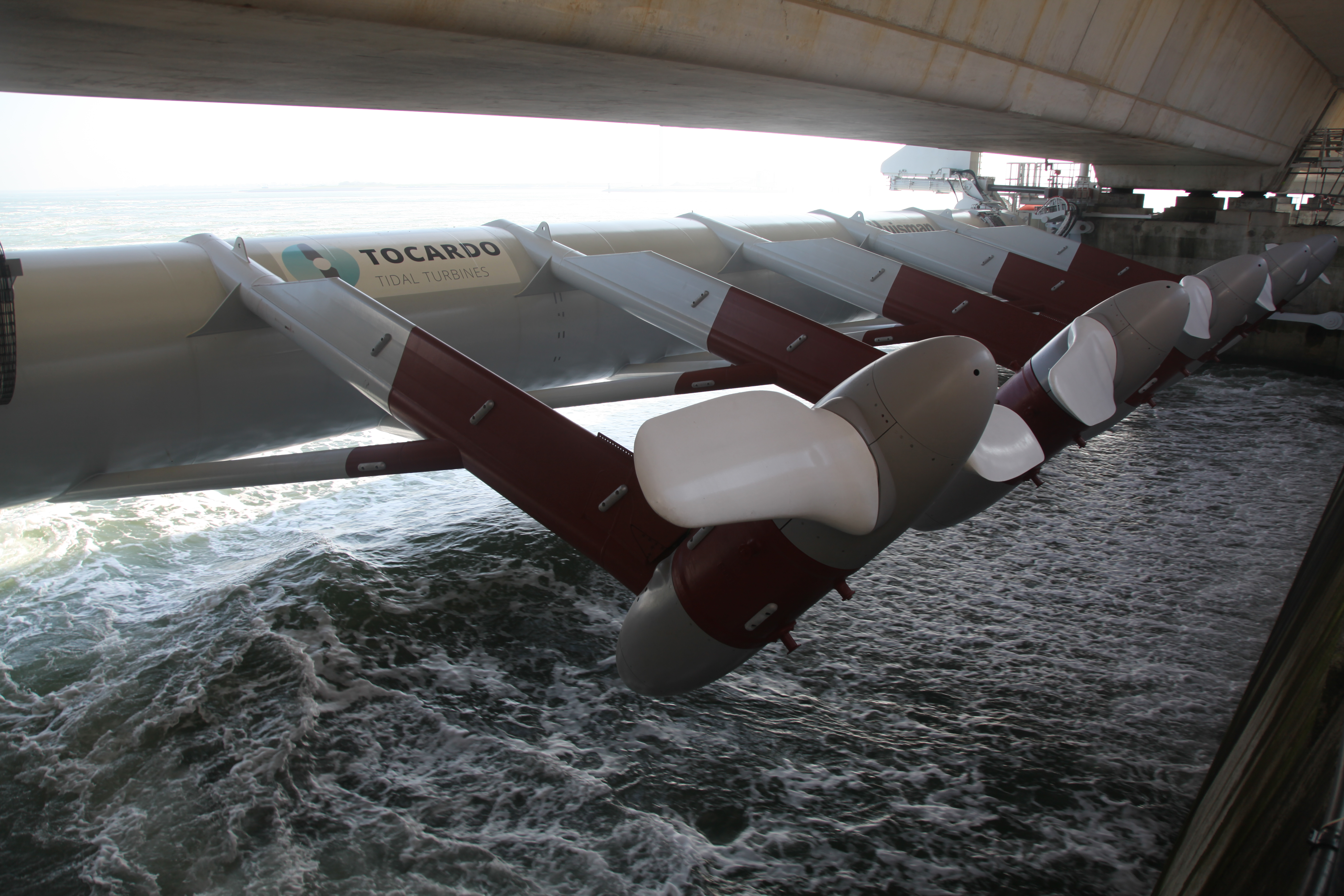
Getijdeninstallatie
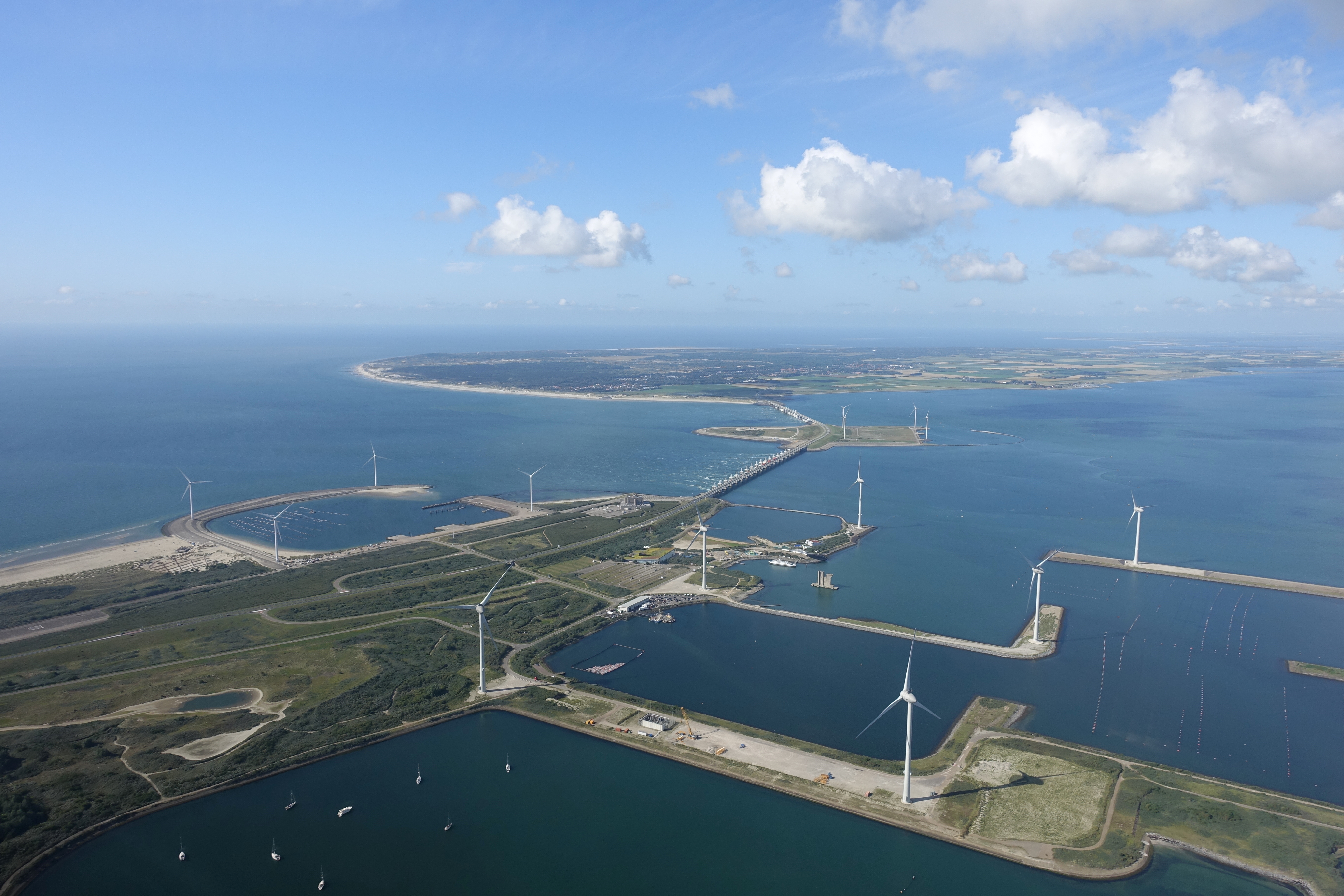
Oosterscheldekering en Neeltje Jans
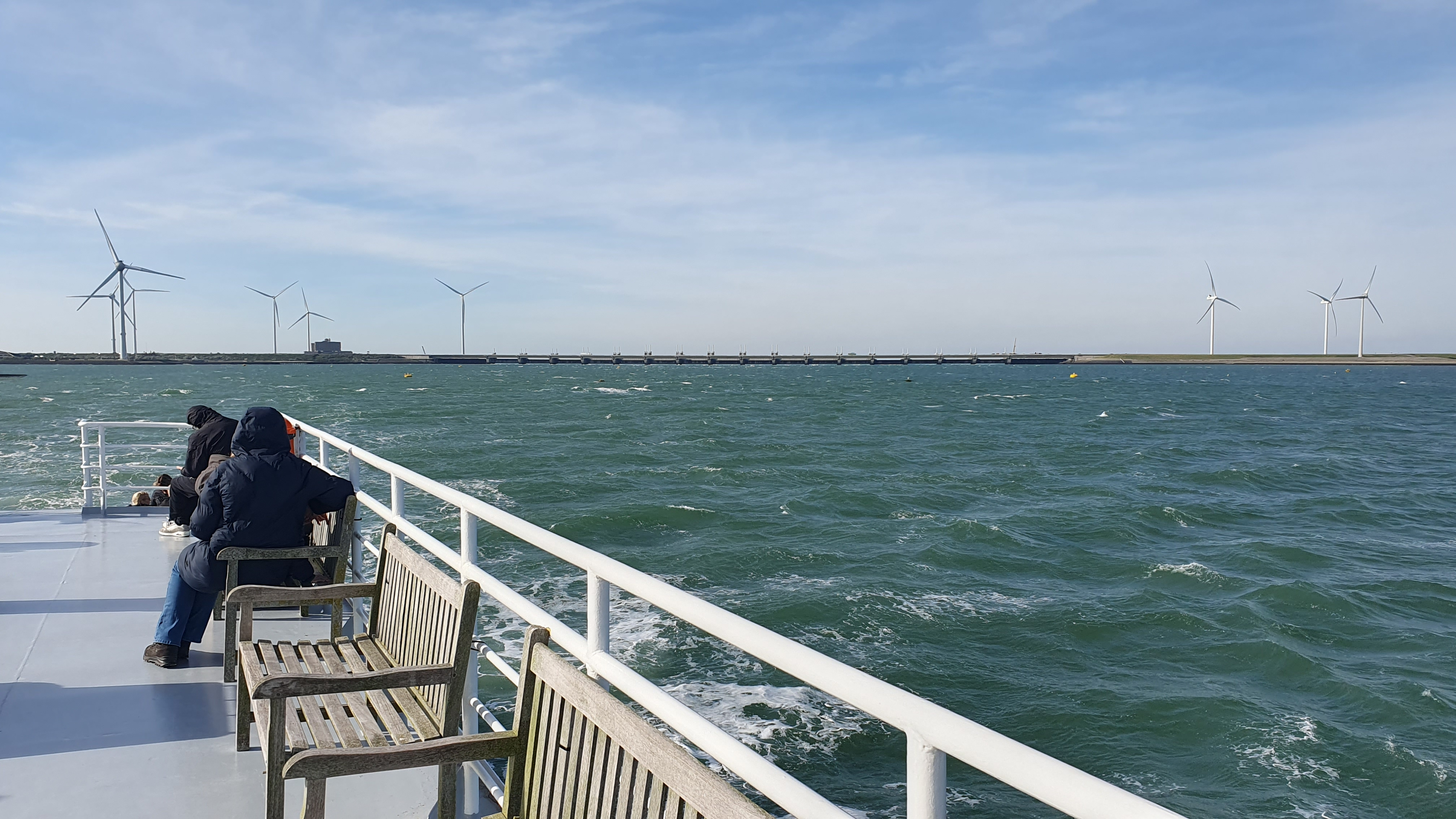
Vanuit het schip Christiaan B gezien